# Planet of da Apes
Planet of da Apes è il secondo e ultimo album in studio del gruppo West Coast rap Da Lench Mob.

## Tracce
1. Scared Lil' Nigga
2. Chocolate City
3. Cut Throats (featuring Mack 10)
4. King of the Jungle
5. Who Is It?
6. Planet of da Apes
7. Goin' Bananas
8. Mellow Madness
9. Environmental Terrorists
10. Set the Shit Straight
11. Trapped
12. Final Call

## Samples
Mellow Madness
- "Hollywood Squares" di Bootsy's Rubber Band

King of the Jungle
- "Get Up Offa That Thing" di James Brown
- "Here We Go (Live at the Funhouse)" di Run-DMC
- "Hit It Run" di Run-DMC

Set the Shit Straight
- "Kool Is Back" di Funk, Inc.